# كاندي كين
كاندي كين (بالألمانية: Jakob Kasimir Hellrigl)‏ هو رابر نمساوي، ولد في 27 يوليو 1992 في بريغنز في النمسا.